# Masonville (Iowa)
Masonville és una població dels Estats Units a l'estat d'Iowa. Segons el cens del 2000 tenia 104 habitants.

## Demografia
Segons el cens del 2000, Masonville tenia 104 habitants, 49 habitatges, i 32 famílies. La densitat de població era de 121,7 habitants/km².
Dels 49 habitatges en un 18,4% hi vivien nens de menys de 18 anys, en un 44,9% hi vivien parelles casades, en un 18,4% dones solteres, i en un 32,7% no eren unitats familiars. En el 26,5% dels habitatges hi vivien persones soles el 18,4% de les quals corresponia a persones de 65 anys o més que vivien soles. El nombre mitjà de persones vivint en cada habitatge era de 2,12 i el nombre mitjà de persones que vivien en cada família era de 2,42.
Per edats la població es repartia de la següent manera: un 14,4% tenia menys de 18 anys, un 18,3% entre 18 i 24, un 26% entre 25 i 44, un 26,9% de 45 a 60 i un 14,4% 65 anys o més.
L'edat mediana era de 41 anys. Per cada 100 dones de 18 o més anys hi havia 81,6 homes.
La renda mediana per habitatge era de 32.000 $ i la renda mediana per família de 40.625 $. Els homes tenien una renda mediana de 30.313 $ mentre que les dones 16.667 $. La renda per capita de la població era de 20.166 $. Entorn del 3% de les famílies i el 5,1% de la població estaven per davall del llindar de pobresa.

## Poblacions més properes
El següent diagrama mostra les poblacions més properes.